# Floh-Seligenthal
Floh-Seligenthal è un comune di 5 866 abitanti abitanti della Turingia, in Germania.
Appartiene al circondario (Landkreis) di Smalcalda-Meiningen (targa SM) ed è indipendente delle comunità amministrative (Verwaltungsgemeinschaft).